# 張讜
張 讜（ちょう とう、生年不詳 - 474年）は、中国の南北朝時代の官僚・軍人。字は処言。本貫は清河郡東武城県。

## 経歴
南燕の尚書左僕射の張華の子として生まれた。宋の孝武帝に仕えて、給事中・泰山郡太守を経て、青冀二州輔国府長史となり、魏郡太守を兼ねた。東安東莞二郡太守となり、彭城の東北の団城に拠った。明帝が即位すると、薛安都らに同調して劉子勛を支持した。後に明帝に降って、輔国将軍の号を受けた。泰始3年（467年）、冠軍将軍・東徐州刺史に任じられた。
北魏の皇興2年（468年）、尉元を通じて北魏に帰順した。尉元は張讜をそのまま冠軍将軍・東徐州刺史とするよう上表し、献文帝は中書侍郎の高閭を派遣して、張讜を刺史に任じた。後に張讜は平城に入り、薛安都や畢衆敬に次ぐ礼遇を受けた。勲功により平陸侯の爵位を受け、平遠将軍の号を加えられた。
延興4年（474年）、死去した。平南将軍・青州刺史の位を追贈された。諡は康侯といった。

## 子女
- 張敬伯（昌安侯、楽陵郡太守）
- 張敬叔（四男、平陸侯、武邑郡太守）

## 伝記資料
- 『魏書』巻61 列伝第49
- 『北史』巻45 列伝第33